# كلارا هتلر
كلارا هتلر (بالألمانية: Klara Hitler)، اسمها الأصلي کلارا بولتزل (بالألمانية: Klara Pölzl) ‏ (12 أغسطس 1860 - 21 ديسمبر 1907) هي والدة المستشار الألماني أدولف هتلر وزوجة ألويس هتلر ولدت كلارا في قرية في شمال النمسا لأسرة كاثوليكية والدها هو يوهان بولتزل وأمها يوهانا.